# Chrysanthemum zawodskii
Chrysanthemum zawodskii là một loài thực vật có hoa trong họ Cúc. Loài này được Herbich mô tả khoa học đầu tiên.